# Players (film, 2013)
Pour les articles homonymes, voir Runner (homonymie) et Player.
Pour plus de détails, voir Fiche technique et Distribution.
Players ou La banque gagne toujours au Québec (Runner, Runner) est un film américain réalisé par Brad Furman et sorti en 2013.   

## Synopsis
Étudiant à Princeton, Richie Furst joue au poker en ligne pour payer ses frais de scolarité. Lorsqu'il se retrouve ruiné, il est persuadé d'avoir été arnaqué. Il décide de s'envoler pour le Costa Rica afin d'y retrouver la trace d'Ivan Block, le créateur du site. Ivan prend finalement Richie sous son aile et l'amène à intégrer son entreprise. Sentant grandir le danger et réalisant les ambitions démesurées de son employeur, Richie va tenter de renverser la donne en sa faveur.

## Fiche technique
- Titre original : Runner, Runner
- Titre français : Players
- Titre québécois : La banque gagne toujours
- Réalisation : Brad Furman
- Scénario : Brian Koppelman et David Levien
- Musique : Christophe Beck
- Direction artistique : Charisse Cardenas
- Décors : Sarah Contant
- Costumes : Carlos Rosario
- Photographie : Mauro Fiore
- Montage : Billy Fox
- Production : Leonardo DiCaprio, Jennifer Davisson Killoran, Brian Koppelman, David Levien, Michael Shamberg, Stacey Sher et Scott Steindorff

Producteurs délégués : Erik Holmberg, Scott LaStaiti et Dylan Russell
- Sociétés de production : Appian Way, Double Feature Films, New Regency Pictures et Stone Village Pictures
- Société de distribution : 20th Century Fox (France, États-Unis)
- Pays de production :  États-Unis
- Langue originale : anglais
- Format : Couleurs - 35 mm - 2.35:1 - Son Dolby numérique
- Genre : thriller et drame
- Durée : 87 minutes
- Dates de sortie[1] :
  - Belgique, France : 25 septembre 2013
  - États-Unis : 27 septembre 2013

## Distribution

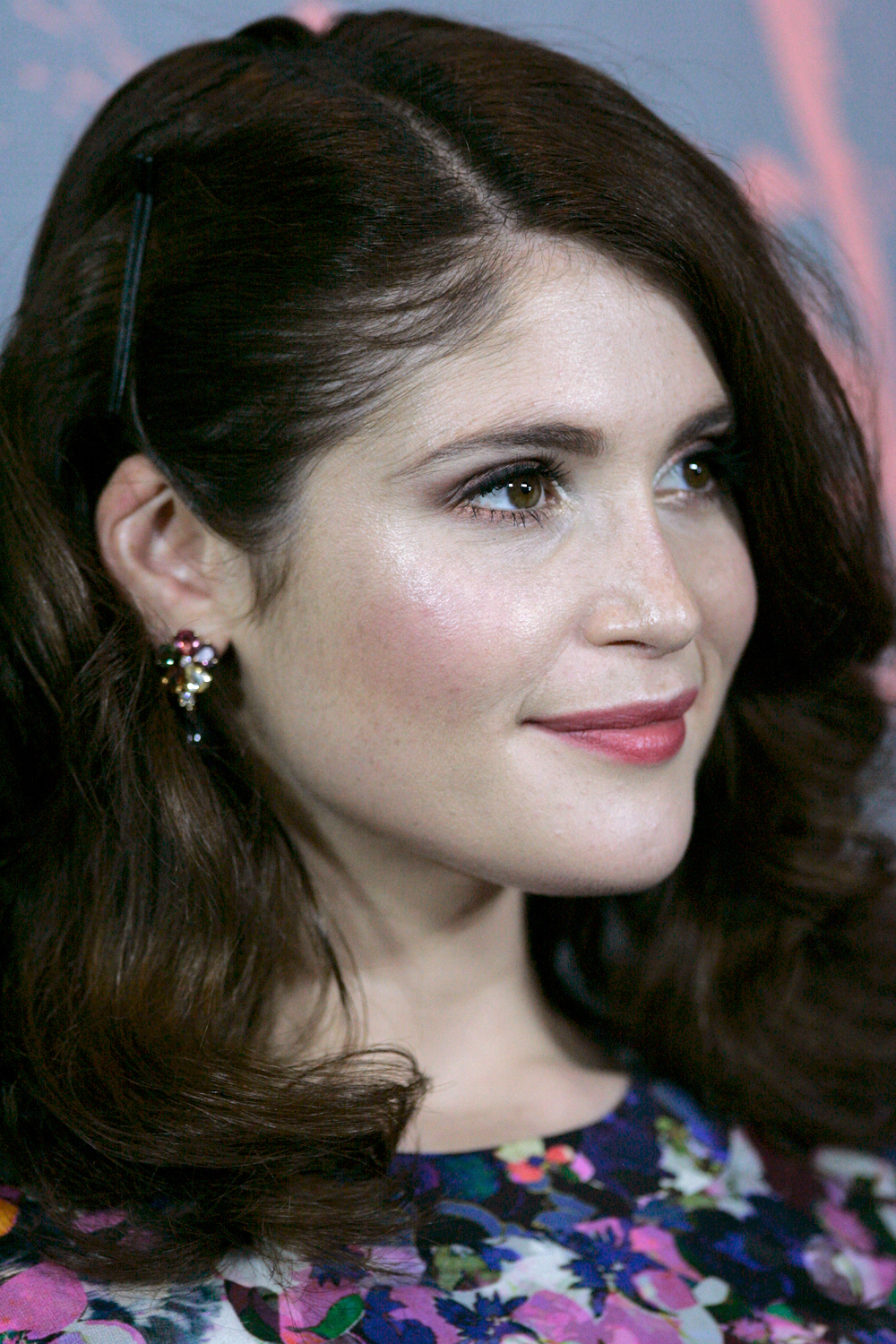
L'actrice anglaise Gemma Arterton, l'année de sortie du film.

- Justin Timberlake (V. F. : Alexis Tomassian et V. Q. : Nicolas Charbonneaux-Collombet) : Richie Furst
- Ben Affleck (V. F. : Jean-Pierre Michael et V. Q. : Pierre Auger) : Ivan Block
- Gemma Arterton (V. F. : Barbara Beretta et V. Q. : Catherine Proulx-Lemay) : Rebecca Shafran
- Anthony Mackie (V. F. : Lucien Jean-Baptiste et V. Q. : Benoit Éthier) : agent Eric Shavers
- Oliver Cooper (V. F. : Vincent de Bouard et V. Q. : Hugolin Chevrette)  : Andrew Cronin
- Ben Schwartz (V. F. : Donald Reignoux) : Craig
- Sam Palladio (V. F. : Axel Kiener) : Shecky
- John Heard (V. F. : Patrick Floersheim et V. Q. : Mario Desmarais) : Harry Furst, le père de Richie
- Yul Vazquez (V. F. : Julien Kramer et V. Q. : Manuel Tadros) : le délégué Herrera
- Bob Gunton (V. F. : Jean-Yves Chatelais) : le président de Princeton
- Louis Lombardi : Archie

Sources et légende : Version française (V. F.) sur RS Doublage, AlloDoublage et Voxofilm et Version québécoise (V. Q.) sur Doublage Québec

## Sortie et accueil

### Critique
Dans les pays anglophones, Players a rencontré un accueil largement négatif de la part de la critique spécialisée, obtenant que 9 % d'avis favorables sur le site Rotten Tomatoes, basé sur 110 commentaires collectés et une note moyenne de 4,1⁄10 et une moyenne de 36⁄100 sur le site Metacritic, basé sur 31 commentaires collectés. Le film rencontre un accueil similaire en France, où le site AlloCiné lui attribue une note moyenne de 1,9⁄5, basé sur 9 commentaires collectés.

### Box-office
Players est un échec commercial aux États-Unis, où il a récolté 19 316 646 $ en neuf semaines restés à l'affiche, ne parvenant pas à amortir le budget de production. En revanche, le film fonctionne mieux, mais modestement, à l'étranger avec 43 358 449 $, portant le total des recettes mondiales à 62 675 095 $. En France, il 382 824 spectateurs en salles.